# Енох Сонтонга
Енох Сонтонга (африк. Enoch Mankayi Sontonga, около 1873 года, Эйтенхахе, Восточно-Капская провинция, ЮАР — 18 апреля 1905, ЮАР) — южноафриканский учитель, автор текста и музыки национального Гимна Южно-Африканской Республики — Nkosi Sikelel' iAfrika.

## Биография
Представитель народа Коса. После окончания Lovedale Institution, работал учителем методистской школы недалеко от Йоханнесбурга. Был также хормейстером, увлекался фотографированием.
В 1897 году по просьбе своих учеников написал первые строки песни Nkosi Sikelel' iAfrika, позже совместно с Корнелисом Якобусом Лангенховеном полностью написал текст и создал музыку к ней. В 1912 году песня-гимн впервые прозвучала во время торжественного открытия первого Национального конгресса представителей коренных народов Южной Африки.
После 1994 года с приходом к власти в ЮАР Африканского национального конгресса в употребление наряду с официальным гимном Die Stem van Suid-Afrika вошёл неофициальный гимн АНК Nkosi Sikelel' iAfrika (также служащий гимном Замбии и Танзании), а в 1997 году была принята нынешняя «гибридная» версия: первые два куплета взяты из Nkosi Sikelel' iAfrika (первый куплет — на коса и зулу, второй — на сесото), третий — первый куплет Die Stem на африкаанс, четвёртый — по-английски.
Енох Сонтонга похоронен в Йоханнесбурге. На протяжении многих лет место его могилы было неизвестно, пока в начале 1990-х годов не было установлено, что он похоронен на кладбище Braamfontein.

## Память
24 сентября 1996 года на могиле Сонтонга был установлен памятник и создан национальный мемориал, открывал который президент Нельсон Мандела.